# Московская государственная академия коммунального хозяйства и строительства
Московская государственная академия коммунального хозяйства и строительства (МГАКХиС) — бывшее высшее учебное заведение в России, обеспечивающее подготовку и переподготовку специалистов без отрыва от производства для строительной отрасли и сферы коммунального хозяйства с дневной, вечерней и заочной формами обучения.
В 2012 году МГАКХиС была присоединена к Московскому государственному строительному университету.

## История
- 1944 год — в Москве основан Московский заочный институт строительных материалов.
- 1947 год — в институт влито заочное отделение Московского института инженеров коммунального строительства.
- 1954 год — институт переименован во Всесоюзный заочный инженерно-строительный институт (ВЗИСИ). В это же время была организована разветвленная сеть филиалов и учебно-консультационных пунктов в крупных промышленных центрах страны.
- 1991 год — ВЗИСИ реорганизован в Московский институт коммунального хозяйства и строительства (МИКХиС).
- 2008 год — МИКХиС переименован в Московскую государственную академию коммунального хозяйства и строительства (МГАКХиС).
- 2013 год — 9 августа МГАКХиС официально прекратила своё существование и вошла в состав Московского государственного строительного университета

В 2012 году доктор технических наук, профессор, член-корреспондент РААСН Александр Кальгин и доктор экономических наук, профессор Нина Карданская предложили схему развития МГАКХиС на 2011—2017 годы (от института к университету), где в виде блок-схем изложили своё видение развития учебного заведения.